# Apol·loni de Tars
Apol·loni de Tars (o Tarsensis) (en llatí Apollonius Tarsensis, en grec Άπολλώνιος ὁ Ταρσεύς) va ser un metge grec nascut a Tars, a Cilícia, probablement al segle i o II. Galè cita les seves receptes en diverses ocasions.